# Inductància de fuga
{\displaystyle k} en condicions de circuit obert.

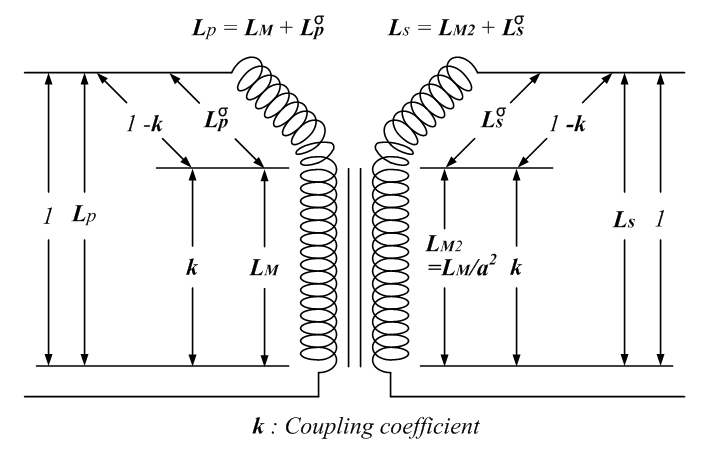
Fig. 1 L _{P} ^{σ} i L _{S} ^{σ} són inductàncies de fuga primàries i secundàries expressades en termes de coeficient d'acoblament inductiu

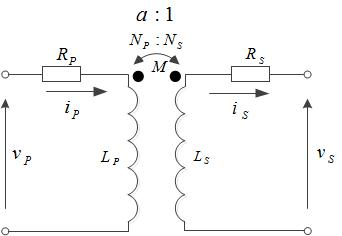
Fig. 2 Esquema del circuit del transformador no ideal

La inductància de fuga deriva de la propietat elèctrica d'un transformador imperfectament acoblat en que cadascun dels bobinats es comporta com una autoinductància en sèrie amb la constant de resistència òhmica. Aquestes quatre constants de bobinatge també interactuen amb la inductància mútua del transformador. La inductància de fuita del bobinat es deu al flux de fuga que no s'enllaça amb totes les espires de cada bobinatge imperfectament acoblat.
La reactància de fuga sol ser l'element més important d'un transformador per sistemes d'alimentació a causa del factor de potència, la caiguda de tensió, el consum d'energia reactiva i el corrent de falla.
La inductància de fuga depèn de la geometria del nucli i dels bobinatges. La caiguda de tensió a través de la reactància de fuga produeix una regulació sovint indesitjable amb una càrrega variable del transformador. Però també pot ser útil per a l'aïllament harmònic (atenuant les freqüències més altes) d'algunes càrregues.
El flux del circuit magnètic que no enllaça ambdós bobinatges és el flux de fuga corresponent a la inductància de fuga primària L P σ i la inductància de fuga secundària L S σ. En referència a la figura 1, aquestes inductàncies de fuga es defineixen en termes d'inductàncies de circuit obert del bobinat del transformador i el coeficient d'acoblament o factor d'acoblament associat {\displaystyle k}.
Un transformador lineal de dos bobinatges no ideal es pot representar per dos llaços de circuit acoblats per inductància mútua que uneixen les cinc constants d'impedància del transformador, tal com es mostra a la figura 2.
La inductància de fuga pot ser una propietat indesitjable, ja que fa que la tensió canviï amb la càrrega. En molts casos és útil. La inductància de fuga té l'efecte útil de limitar els fluxos de corrent en un transformador (i càrrega) sense dissipar potència (excepte les pèrdues habituals del transformador no ideals). Generalment, els transformadors estan dissenyats per tenir un valor específic d'inductància de fuga de manera que la reactància de fuga creada per aquesta inductància sigui un valor específic a la freqüència d'operació desitjada. En aquest cas, el paràmetre útil que realment funciona no és el valor de la inductància de fuites, sinó el valor de la inductància del curtcircuit.